# Indian Wells Open 2004 - Qualificazioni singolare maschile
Le qualificazioni del singolare maschile dell'Indian Wells Open 2004 sono state un torneo di tennis preliminare per accedere alla fase finale della manifestazione. I vincitori dell'ultimo turno sono entrati di diritto nel tabellone principale. In caso di ritiro di uno o più giocatori aventi diritto a questi sono subentrati i lucky loser, ossia i giocatori che hanno perso nell'ultimo turno ma che avevano una classifica più alta rispetto agli altri partecipanti che avevano comunque perso nel turno finale.
Le qualificazioni del torneo Indian Wells Open  2004 prevedevano 48 partecipanti di cui 12 sono entrati nel tabellone principale.

## Teste di serie
1. Joachim Johansson (primo turno)
2. Fernando Verdasco (Qualificato)
3. Dmitrij Tursunov (Qualificato)
4. Stefan Koubek (primo turno)
5. John van Lottum (Qualificato)
6. Harel Levy (Qualificato)
7. Thierry Ascione (Qualificato)
8. Jeff Salzenstein (ultimo turno)
9. Jean-René Lisnard (primo turno)
10. Giovanni Lapentti (Qualificato)
11. Todd Reid (ultimo turno)
12. Wayne Arthurs (Qualificato)

1. Ricardo Mello (ultimo turno)
2. Zack Fleishman (primo turno)
3. Federico Browne (Qualificato)
4. Robert Kendrick (ultimo turno)
5. Petr Kralert (primo turno)
6. Giorgio Galimberti (ultimo turno)
7. Álex Calatrava (ultimo turno)
8. Hugo Armando (primo turno)
9. Frédéric Niemeyer (Qualificato)
10. Jan Hernych (primo turno)
11. Alex Kim (primo turno)
12. Răzvan Sabău (ultimo turno)

## Qualificati
1. Federico Browne
2. Fernando Verdasco
3. Dmitrij Tursunov
4. Glenn Weiner
5. John van Lottum
6. Harel Levy

1. Thierry Ascione
2. Jan Hernych
3. Simon Larose
4. Giovanni Lapentti
5. Frédéric Niemeyer
6. Wayne Arthurs

## Tabellone

### Legenda
| - Q = Qualificato - WC = Wild card - LL = Lucky loser | - ALT = Alternate - SE = Special Exempt - PR = Protected Ranking | - w/o = Walkover - r = Ritirato - d = Squalificato |

### Sezione 1
|  | Primo turno | Primo turno       | Primo turno       | Primo turno | Primo turno |  |  | Ultimo turno | Ultimo turno    | Ultimo turno    | Ultimo turno | Ultimo turno |  |
|  |             |                   |                   |             |             |  |  |              |                 |                 |              |              |  |
|  |             | Wayne Odesnik     | Wayne Odesnik     | 7           | 6           |  |  |              |                 |                 |              |              |  |
|  | 1           | Joachim Johansson | Joachim Johansson | 68          | 3           |  |  |              | Wayne Odesnik   | Wayne Odesnik   | 64           | 6            |  |
|  | 15          | Federico Browne   | Federico Browne   | 6           | 6           |  |  | 15           | Federico Browne | Federico Browne | 7            | 7            |  |
|  |             | Emin Ağayev       | Emin Ağayev       | 3           | 2           |  |  |              |                 |                 |              |              |  |

### Sezione 2
|  | Primo turno | Primo turno       | Primo turno       | Primo turno | Primo turno |  |  | Ultimo turno | Ultimo turno      | Ultimo turno | Ultimo turno | Ultimo turno |  |
|  |             |                   |                   |             |             |  |  |              |                   |              |              |              |  |
|  | 2           | Fernando Verdasco | Fernando Verdasco | 6           | 6           |  |  |              |                   |              |              |              |  |
|  |             | Prakash Amritraj  | Prakash Amritraj  | 4           | 4           |  |  | 2            | Fernando Verdasco | 6            | 64           | 6            |  |
|  | 16          | Robert Kendrick   | 6                 | 3           | 7           |  |  | 16           | Robert Kendrick   | 4            | 7            | 2            |  |
|  |             | Gilles Müller     | 4                 | 6           | 5           |  |  |              |                   |              |              |              |  |

### Sezione 3
|  | Primo turno | Primo turno      | Primo turno | Primo turno | Primo turno |  |  | Ultimo turno | Ultimo turno     | Ultimo turno | Ultimo turno | Ultimo turno |  |
|  |             |                  |             |             |             |  |  |              |                  |              |              |              |  |
|  | 3           | Dmitrij Tursunov | 4           | 6           | 6           |  |  |              |                  |              |              |              |  |
|  |             | Julian Knowle    | 6           | 3           | 1           |  |  | 3            | Dmitrij Tursunov | 3            | 6            | 6            |  |
|  |             | Hugo Armando     | 3           | 6           | 6           |  |  |              | Hugo Armando     | 6            | 3            | 2            |  |
|  | 20          | Eric Taino       | 6           | 4           | 4           |  |  |              |                  |              |              |              |  |

### Sezione 4
|  | Primo turno | Primo turno      | Primo turno      | Primo turno | Primo turno |  |  | Ultimo turno | Ultimo turno | Ultimo turno | Ultimo turno | Ultimo turno |  |
|  |             |                  |                  |             |             |  |  |              |              |              |              |              |  |
|  |             | Glenn Weiner     | Glenn Weiner     | 6           | 6           |  |  |              |              |              |              |              |  |
|  | 4           | Stefan Koubek    | Stefan Koubek    | 4           | 4           |  |  |              | Glenn Weiner | Glenn Weiner | 6            | 6            |  |
|  | 24          | Răzvan Sabău     | Răzvan Sabău     | 6           | 6           |  |  | 24           | Răzvan Sabău | Răzvan Sabău | 1            | 4            |  |
|  |             | Michael Kohlmann | Michael Kohlmann | 3           | 0           |  |  |              |              |              |              |              |  |

### Sezione 5
|  | Primo turno | Primo turno     | Primo turno     | Primo turno | Primo turno |  |  | Ultimo turno | Ultimo turno    | Ultimo turno    | Ultimo turno | Ultimo turno |  |
|  |             |                 |                 |             |             |  |  |              |                 |                 |              |              |  |
|  | 5           | John van Lottum | John van Lottum | 7           | 7           |  |  |              |                 |                 |              |              |  |
|  |             | Jérôme Golmard  | Jérôme Golmard  | 62          | 62          |  |  | 5            | John van Lottum | John van Lottum | 6            | 6            |  |
|  | 13          | Ricardo Mello   | Ricardo Mello   | 6           | 6           |  |  | 13           | Ricardo Mello   | Ricardo Mello   | 4            | 4            |  |
|  |             | Cecil Mamiit    | Cecil Mamiit    | 1           | 4           |  |  |              |                 |                 |              |              |  |

### Sezione 6
|  | Primo turno | Primo turno        | Primo turno | Primo turno | Primo turno |  |  | Ultimo turno | Ultimo turno       | Ultimo turno | Ultimo turno | Ultimo turno |  |
|  |             |                    |             |             |             |  |  |              |                    |              |              |              |  |
|  | 6           | Harel Levy         | Harel Levy  | 7           | 6           |  |  |              |                    |              |              |              |  |
|  |             | Kevin Kim          | Kevin Kim   | 63          | 3           |  |  | 6            | Harel Levy         | 6            | 1            | 6            |  |
|  | 18          | Giorgio Galimberti | 6           | 3           | 7           |  |  | 18           | Giorgio Galimberti | 1            | 6            | 2            |  |
|  |             | Alexander Reichel  | 2           | 6           | 5           |  |  |              |                    |              |              |              |  |

### Sezione 7
|  | Primo turno | Primo turno     | Primo turno     | Primo turno | Primo turno |  |  | Ultimo turno | Ultimo turno    | Ultimo turno    | Ultimo turno | Ultimo turno |  |
|  |             |                 |                 |             |             |  |  |              |                 |                 |              |              |  |
|  | 7           | Thierry Ascione | Thierry Ascione | 6           | 6           |  |  |              |                 |                 |              |              |  |
|  |             | Tomáš Cakl      | Tomáš Cakl      | 4           | 2           |  |  | 7            | Thierry Ascione | Thierry Ascione | 7            | 6            |  |
|  |             | Alex Kim        | 5               | 6           | 6           |  |  |              | Alex Kim        | Alex Kim        | 5            | 3            |  |
|  | 23          | Danai Udomchoke | 7               | 1           | 2           |  |  |              |                 |                 |              |              |  |

### Sezione 8
|  | Primo turno | Primo turno           | Primo turno           | Primo turno | Primo turno |  |  | Ultimo turno | Ultimo turno     | Ultimo turno | Ultimo turno | Ultimo turno |  |
|  |             |                       |                       |             |             |  |  |              |                  |              |              |              |  |
|  | 8           | Jeff Salzenstein      | Jeff Salzenstein      | 6           | 6           |  |  |              |                  |              |              |              |  |
|  |             | Nenad Zimonjić        | Nenad Zimonjić        | 1           | 2           |  |  | 8            | Jeff Salzenstein | 1            | 6            | 3            |  |
|  |             | Jan Hernych           | Jan Hernych           | 7           | 6           |  |  |              | Jan Hernych      | 6            | 4            | 6            |  |
|  | 22          | Philipp Kohlschreiber | Philipp Kohlschreiber | 5           | 0           |  |  |              |                  |              |              |              |  |

### Sezione 9
|  | Primo turno | Primo turno       | Primo turno       | Primo turno | Primo turno |  |  | Ultimo turno   | Ultimo turno   | Ultimo turno   | Ultimo turno | Ultimo turno |  |
|  |             |                   |                   |             |             |  |  |                |                |                |              |              |  |
|  |             | Simon Larose      | Simon Larose      | 4           | 4           |  |  |                |                |                |              |              |  |
|  | 9           | Jean-René Lisnard | Jean-René Lisnard | 6           | 2r          |  |  | Simon Larose   | Simon Larose   | Simon Larose   | 6            | 6            |  |
|  |             | Zack Fleishman    | 0                 | 6           | 6           |  |  | Zack Fleishman | Zack Fleishman | Zack Fleishman | 4            | 2            |  |
|  | 14          | Tomáš Zíb         | 6                 | 4           | 4           |  |  |                |                |                |              |              |  |

### Sezione 10
|  | Primo turno | Primo turno       | Primo turno       | Primo turno | Primo turno |  |  | Ultimo turno | Ultimo turno      | Ultimo turno      | Ultimo turno | Ultimo turno |  |
|  |             |                   |                   |             |             |  |  |              |                   |                   |              |              |  |
|  | 10          | Giovanni Lapentti | Giovanni Lapentti | 6           | 6           |  |  |              |                   |                   |              |              |  |
|  |             | Dušan Vemić       | Dušan Vemić       | 2           | 4           |  |  | 10           | Giovanni Lapentti | Giovanni Lapentti | 6            | 6            |  |
|  |             | Petr Kralert      | Petr Kralert      | 6           | 6           |  |  |              | Petr Kralert      | Petr Kralert      | 0            | 4            |  |
|  | 17          | Iván Miranda      | Iván Miranda      | 3           | 3           |  |  |              |                   |                   |              |              |  |

### Sezione 11
|  | Primo turno | Primo turno       | Primo turno       | Primo turno | Primo turno |  |  | Ultimo turno | Ultimo turno      | Ultimo turno | Ultimo turno | Ultimo turno |  |
|  |             |                   |                   |             |             |  |  |              |                   |              |              |              |  |
|  | 11          | Todd Reid         | 6                 | 5           | 6           |  |  |              |                   |              |              |              |  |
|  |             | Florian Mayer     | 4                 | 7           | 3           |  |  | 11           | Todd Reid         | 6            | 64           | 3            |  |
|  | 21          | Frédéric Niemeyer | Frédéric Niemeyer | 6           | 6           |  |  | 21           | Frédéric Niemeyer | 1            | 7            | 6            |  |
|  |             | Matias Boeker     | Matias Boeker     | 2           | 1           |  |  |              |                   |              |              |              |  |

### Sezione 12
|  | Primo turno | Primo turno        | Primo turno        | Primo turno | Primo turno |  |  | Ultimo turno | Ultimo turno   | Ultimo turno   | Ultimo turno | Ultimo turno |  |
|  |             |                    |                    |             |             |  |  |              |                |                |              |              |  |
|  | 12          | Wayne Arthurs      | Wayne Arthurs      | 6           | 6           |  |  |              |                |                |              |              |  |
|  |             | Yves Allegro       | Yves Allegro       | 3           | 3           |  |  | 12           | Wayne Arthurs  | Wayne Arthurs  | 7            | 7            |  |
|  | 19          | Álex Calatrava     | Álex Calatrava     | 7           | 6           |  |  | 19           | Álex Calatrava | Álex Calatrava | 63           | 68           |  |
|  |             | Jan Frode Andersen | Jan Frode Andersen | 63          | 3           |  |  |              |                |                |              |              |  |